# Genocidezaak van Zuid-Afrika tegen Israël bij het Internationaal Gerechtshof
De genocidezaak van Zuid-Afrika tegen Israël bij het Internationaal Gerechtshof (ICJ) is een rechtszaak bij het Internationaal Gerechtshof over een mogelijk door Israël uitgevoerde genocide sinds de start van de oorlog in Gaza op 7 oktober 2023. Op 29 december 2023 maakte Zuid-Afrika de genocide-zaak tegen Israël aanhangig. De zaak heeft de officiële titel Application of the Convention on the Prevention and Punishment of the Crime of Genocide in the Gaza Strip (South Africa v. Israel). Israël ontkent zich schuldig te hebben gemaakt aan genocide en zegt uitsluitend te handelen uit zelfverdediging en met inachtneming van het internationaal recht.
Op 11 en 12 januari 2024 werden inleidende openbare hoorzittingen gehouden, waarin Zuid-Afrika en Israël respectievelijk hun visies op de zaak presenteerden. Op 26 januari leverde het Hof een eerste bindend tussenvonnis met voorlopige maatregelen, waarin Israël werd opgedragen alles te ondernemen ter voorkoming van daden die volgens het Genocideverdrag als genocide kunnen worden beschouwd.
Israël ging onverminderd door met het dagelijks bombarderen van Gaza, waarbij onder meer veel ziekenhuizen en woningen werden getroffen. Doordat de levering van noodhulp permanent grotendeels werd belemmerd ontstond er een ernstige humanitaire crisis, resulterend in hongersnood. Op verzoek van Zuid-Afrika deed het Hof op 16 februari, 28 maart en 24 mei tussenuitspraken over aanvullende maatregelen. 
Na het eerste tussenvonnis kreeg Zuid-Afrika 9 maanden de tijd om verdere bewijzen voor de aanklacht aan te leveren. Op 28 oktober 2024 ontving het ICJ een aanvullend rapport ter onderbouwing van de beschuldigingen. Israël heeft tot 12 januari 2026 de tijd om schriftelijk zijn argumenten ter verdediging te presenteren. Daarna volgen er nogmaals hoorzittingen.
Tot en met oktober hebben zich 12 staten, inclusief Palestina, formeel bij de zaak aangesloten ter ondersteuning van de argumenten van Zuid-Afrika.

## Aanleiding
Op 7 oktober 2023 voerden militante groepen vanuit Gaza een grootschalige aanval uit op het grondgebied van Israël waarbij talloze burgers werden omgebracht. Israël reageerde direct met grootschalige luchtaanvallen op Gaza, uitlopend in de Gazaoorlog van 2023-2024. In mei 2024 waren er volgens cijfers van het door Hamas geleide ministerie van Volksgezondheid al meer dan 35.000 Palestijnen in Gaza gedood, met nog vele duizenden niet geborgen onder het puin bedolven slachtoffers. Zo'n 80.000 Palestijnen raakten in dezelfde periode ernstig gewond. Het overgrote deel van de bebouwing en infrastructuur van Gaza werd door aanvallen vanuit de lucht en vanaf land en zee vernietigd of ernstig beschadigd. Vrijwel de gehele bevolking van ruim 2 miljoen inwoners raakte ontheemd. Door het grotendeels tot stilstand komen van de levering van noodhulp, inclusief voedsel, water en brandstof, brak er een hongersnood uit.

## Start van de rechtszaak
Op 29 december 2023 spande Zuid-Afrika bij het Internationaal Gerechtshof (ICJ) een zaak aan tegen Israël, waarin het land ervan werd beschuldigd het Genocideverdrag te hebben geschonden tijdens de Gaza-oorlog. Volgens Zuid-Afrika "zijn de daden en nalatigheden van Israël genocidaal van karakter, daar zij zijn gepleegd met de intentie om Palestijnen in Gaza als substantieel deel van de bredere Palestijnse nationale, raciale en etnische groep te vernietigen …". Israëls politiek wordt daarin getypeerd als een 75 jaar lange apartheid, 56-jarige bezetting en 16-jarige blokkade van de Gazastrook. Israël wees de genocidezaak "met walging" af als "ongegrond" en noemde het een "bloedsprookje zonder wettelijke grond". Het ministerie van Buitenlandse Zaken zei dat Zuid-Afrika samenwerkte met een terroristische organisatie die oproept tot de vernietiging van Israël.

## Inleidende hoorzittingen
Op 11 januari 2024 was de eerste openbare hoorzitting, waarin Zuid-Afrika zijn beschuldigingen toelichtte. Vanwege de ernstige situatie in Gaza werd op grond van het Genocideverdrag verzocht om een voorlopige voorziening, waarin hangende de einduitspraak maatregelen zouden worden genomen om de Gazaanse bevolking intussen tegen genocide te beschermen. Zuid-Afrika eiste een onmiddellijk staakt-het-vuren.
Op 12 januari was de tweede hoorzitting, waarin Israël zich tegen de beschuldigingen verweerde. Volgens de verdediging werd door Zuid-Afrika een verkeerde voorstelling van zaken gegeven. Ze zei dat Israël in reactie op de aanval van Hamas op 7 oktober 2023 een oorlog van zelfverdediging voerde in overeenstemming met de wet. Ze zeiden dat Israël handelt om zijn volk te verdedigen en vecht tegen Hamas, niet tegen het Palestijnse volk. De verdediging noemde de beschuldigingen van Zuid-Afrika "ongegrond" en eiste namens Israël dat het verzoek tot voorlopige maatregelen zou worden afgewezen en de genocidezaak zou worden afgesloten.

## Eerste tussenvonnis, 26 januari 2024
Op 26 januari 2024 vaardigde het Hof in een vrijwel unaniem oordeel van de 17 rechters een eerst bindend tussenvonnis uit met voorlopige maatregelen, waarmee het Israël opdroeg alles te ondernemen ter voorkoming van daden die als genocide kunnen worden beschouwd volgens het Genocideverdrag. Daarmee erkenden zij dat er ten minste een redelijk vermoeden was van genocide of dreiging van genocide en dat de genocidezaak daarom doorgang kon vinden. Het Hof legde een zestal voorlopige maatregelen op. De eis van een opgelegd staakt-het-vuren werd echter afgewezen. Daarentegen werd ook de eis van Israël om de zaak bij voorbaat af te wijzen verworpen. De rechters oordeelden dat ten minste een aantal van de genoemde handelingen en nalatigheden binnen het Genocideverdrag leken te kunnen vallen.
Netanyahu zei dat de beschuldiging "schandalig" was, Israël al het nodige zou doen om zichzelf te verdedigen en zei dat Israël zich standvastig aan het internationaal recht houdt. De Palestijnse minister Riyad al-Maliki, Hamasleider Sami Abu Zuhri en de Zuid-Afrikaanse president Cyril Ramaphosa toonden zich tevreden met de uitspraak.

## Tweede tussenvonnis, 16 februari 2024
Omdat Israël zich niets van de uitspraak aantrok en onverminderd zijn aanvallen op Gaza voortzette en zelfs aankondigde met grondtroepen Rafah binnen te vallen, diende Zuid-Afrika op 12 februari 2024 bij het Hof een verzoek in om met spoed aanvullende maatregelen op te leggen. Op 15 februari stuurde Israël "observations" (opmerkingen) aan het Hof met tegenwerpingen. Het stelde dat er geen noodzaak was tot het opleggen van aanvullende maatregelen. In haar tweede tussenvonnis van 16 februari besliste het Hof dat het vorige tussenvonnis ook op de situatie in Rafah van toepassing was en er dus geen extra maatregelen nodig waren. Wel merkte het op dat de meest recente ontwikkelingen "de bestaande humanitaire nachtmerrie exponentieel zouden doen verergeren met ongekende regionale gevolgen". De opgelegde maatregelen uit het vonnis van 26 januari moesten daarom direct en effectief worden geïmplementeerd. Het Hof benadrukte dat Israël er aan gebonden was om volledig te voldoen aan zijn verplichtingen volgens het Genocideverdrag.

## Derde tussenvonnis 3, 28 maart 2024
Zowel Amnesty International als Human Right Watch zeiden op 26 februari dat Israël de uitspraak van het ICJ negeerde door het onthouden van basisvoorzieningen, en dat een hongersnood dreigde. Op 6 maart deed Zuid-Afrika bij het Hof een  verzoek om aanpassing en uitbreiding van de opgelegde voorlopige maatregelen. Als reden werd opgegeven de wijdverspreide verhongering in Gaza en dat Israël het eerdere vonnis niet naleefde. Gevraagd werd met spoed te beslissen zonder voorafgaande hoorzitting. Israël leverde op 15 maart zijn reactie aan het Hof. Het Hof sprak op 28 maart een derde tussenvonnis uit. Het bepaalde dat Israël al het noodzakelijke moet doen om een ongehinderde levering van humanitaire hulp – zoals voedsel, water, elektriciteit, medische benodigdheden en medische zorg – aan de Palestijnen in heel Gaza moet garanderen. Daartoe zouden meer grensovergangen moeten worden geopend. Verder moest het leger er direct voor zorgen dat er geen schendingen van het Genocideverdrag zouden plaatsvinden. Er werd bevolen om direct en effectief de opgelegde maatregelen van de order van 26 januari zouden worden geïmplementeerd.

## Vierde tussenvonnis, 24 mei 2024
Omdat de situatie in Gaza almaar verslechterde, deed Zuid-Afrika op 10 mei 2024 nogmaals een dringend verzoek om voorlopige maatregelen. Op 24 mei herbevestigde het Hof zijn vonnissen van 26 januari en 28 maart en beval dat deze direct en effectief moesten worden uitgevoerd. Slechts twee van de vijftien rechters, de Oegandese Julia Sebutinde en de ad hoc toegevoegde Israëlische rechter Aharon Barak, stemden tegen het vonnis.
Het Hof vond dat Israëls militaire offensief in Rafah een verder risico van onherstelbare gevolgen met zich meebracht. De rechters legden de volgende maatregelen op:
- Ter nakoming van het Genocideverdrag moet Israël zijn militaire offensief en ander acties in de Rafah-provincie direct stopzetten;
- Israël mag geen bewijzen van schending van het Genocideverdrag vernietigen en moet ongehinderd onderzoek door VN-organisaties naar de beschuldigingen van genocide toelaten;
- Israël moet direct en effectief de maatregelen in de hele Gazastrook uitvoeren, zoals bevolen in de vonnissen van 26 januari en 28 maart. Dit betreft met name de ongehinderde grootschalige levering van basisvoorzieningen en humanitaire hulpverlening en het openhouden van grensovergangen over land, speciaal de grensovergang bij Rafah;
- Israël moet binnen een maand een verslag aan het Hof zenden van de genomen maatregelen ter uitvoering van dit vonnis.

In het vonnis wijst het Hof er op, dat de oplegde maatregelen bindend zijn en daarom ook internationale verplichtingen met zich meebrengt voor iedere betrokken partij volgens het Internationaal Verdrag inzake de uitbanning van alle vormen van rassendiscriminatie. Het Hof herhaalde ook zijn oproep tot onmiddellijke en onvoorwaardelijke vrijlating van de door gewapende groepen vastgehouden gegijzelden.

### Israëlische reactie
Israël verwierp de uitspraak van 24 mei en zei dat de militaire offensieven in lijn waren met het internationaal recht. Minister Benny Gantz verklaarde dat Israël zijn offensief zou voortzetten, inclusief in Rafah. Ook oppositieleider Yair Lapid bekritiseerde de uitspraak en noemde die een "abject-moreel fiasco". In een officiële verklaring noemde Israël de beschuldiging van genocide fout, schandelijk en moreel verwerpelijk. Er stond in dat Israël geen militaire acties in de Rafah-regio heeft uitgevoerd of zal uitvoeren die de leefomstandigheden van de Palestijnse burgerbevolking zodanig beïnvloeden dat het leidt tot gehele of gedeeltelijke vernietiging. Israël zou doorgaan met het mogelijk maken van humanitaire hulp en in overeenstemming met de wet mogelijke schade aan de Gazaanse bevolking zoveel mogelijk beperken. Het zei de Rafah-grensovergang open te blijven houden.
Ook na de uitspraak op 24 mei ging Israël door met het bombarderen van plaatsen verspreid over heel Gaza. Bij een Israëlisch luchtaanval met minstens 8 raketten op een vluchtelingenkamp in Rafah op de avond van 26 mei werden zeker 45 vluchtelingen – meest vrouwen en kinderen – gedood en circa 250 verwond. Volgens mediaberichten werden veel slachtoffers levend verbrand. In de ochtend van 28 mei werd het Kuwaiti Speciality Hospital in Rafah – waar de meeste slachtoffers werden behandeld – gesloten nadat twee dokters bij een luchtaanval voor de ingang werden gedood. De buitenwijk Tal as-Sultan werd hevig gebombardeerd. Het Indonesian Field Hospital werd die dag ook bij een aanval getroffen.

## Voortgang van het proces
Zuid-Afrika had tot 28 oktober 2024 de tijd om verdere bewijzen voor de aanklacht wegens genocide aan te leveren. Volgens experts is het bijna onmogelijk om de intentie tot het plegen van genocide te bewijzen, omdat de daders zelden openlijk zullen zeggen dat dit het geval is. Tot dusver had geen enkele staat succesvol een zaak onder het Genocide-verdrag van 1948 aangespannen.
Vlak voor de deadline zond het juridisch team een rapport van 500 pagina's, dat de genocide zou moeten bewijzen. Er was negen maanden lang door 100 mensen aan gewerkt. Het team zei dat het duizenden pagina's met bewijs voor "onvoorstelbare wreedheden" had samengevat. Een hoofdargument waarop werd ingezet was "Israël's ultieme doel" om Gaza te vernietigen en de Palestijnse bewoners te verdrijven. Israël heeft tot juli 2025 de tijd om tegen-argumenten te presenteren.
Topambtenaar van Zuid-Afrika Zane Dangor zei dat de zaak uiterst solide was en "een schoolvoorbeeld van genocide". Volgens Dangor verschilde deze zaak aanmerkelijk van genocidezaken uit het verleden, omdat deze al was aangespannen terwijl de gruwelijkheden nog aan de gang waren en real-time werden vastgelegd. Ook is het uniek dat het hier gaat om een staat die door het Westen wordt gesteund. Gezien de lange duur van het proces zal het Israël mogelijk niet kunnen stoppen, maar Dangor hoopt wel dat het een wapenembargo en economische sancties tegen Israël kan forceren.
Juist op 28 oktober nam de Knesset twee wetten aan om hulporganisatie UNRWA te ondermijnen. De ene wet verbiedt per eind januari 2025 operaties van UNRWA vanuit Israël, de andere verbiedt elk contact van Israëlische autoriteiten met UNRWA. Adalah verklaarde dat de wetten in strijd zijn met de voorlopige maatregelen die in het genocide-proces door de rechters zijn opgelegd. Daarop kondigde Noorwegen op 28 oktober aan, middels een VN-resolutie bij het ICJ een verzoek voor een opinie te willen indienen met betrekking tot de vraag of Israël het internationaal recht schendt, door het werk en de levering van noodhulp van humanitaire organisaties en staten in de bezette Palestijnse gebieden te verhinderen. Op 19 december nam de Algemene Vergadering in een spoedprocedure Resolutie 79/232 aan, met "op basis van prioriteit en met uiterste urgentie" een nieuwe adviesaanvraag bij het ICJ, over de verplichtingen voor Israël om hulporganisaties, inclusief UNRWA, te faciliteren en toe te laten in de bezette Palestijnse gebieden voor de levering van noodhulp en basis-services, en bij ondersteuning van hun recht op zelfbestemming. De VN-Secretaris-generaal stuurde de aanvraag direct door, waarna het Hof op 23 december bepaalde, dat lidstaten tot uiterlijk 28 februari 2025 verklaringen omtrent deze kwestie konden inzenden.
In maart 2025 riepen 211 Zuid-Afrikaanse en Palestijnse organisaties Zuid-Afrika op om het ICJ opnieuw te vragen om in te grijpen.

### Tussentijdse rapporten
Op 18 oktober 2023 hadden al bijna 800 experts in een open brief gewaarschuwd voor een genocide. In de loop van 2024 kwamen steeds meer experts en organisaties tot de conclusie dat er in Gaza inderdaad sprake is van een genocide.
Forensic Architecture (FA) publiceerde in oktober 2024 een onderzoek naar patronen in het militaire geweld, die de genocide moeten aantonen en documenteren. Aan de hand van onder meer video's, foto's, satellietbeelden en getuigenissen werden de handelingen van het Israëlische leger in kaart gebracht in de zes categorieën: ruimtelijke controle, gedwongen verplaatsing, vernietiging van landbouw en waterbronnen, vernietiging van medische infrastructuur, vernietiging van burgerlijke infrastructuur en aanvallen op humanitaire hulp.
In februari 2025 stuurde Zuid-Afrika een omvangrijk dossier aan de VN-Veiligheidsraad met "openbaar beschikbare bewijzen voor Israël's genocidale handelingen tegen de Palestijnen in Gaza". Het document van 227 pagina's werd gepresenteerd in de context van het Genocideverdrag en de genocide-processen bij het Internationaal Strafhof en het Internationaal Gerechtshof.

## Landen die zich bij de genocidezaak hebben aangesloten
Op 23 januari 2024 sloot Nicaragua zich als eerste land formeel aan bij de zaak conform artikel 62 van het Statuut, zijnde een "application for permission to intervene". Op grond van artikel  62 en/of 63 kan een staat vragen bij de zaak te worden betrokken vanwege eigen belangen. Nicaragua deed dit op grond van de verplichtingen voor derde staten om naleving van het Genocideverdrag te bevorderen. In zijn verzoek stelde Nicaragua onder andere dat Israël zijn verplichtingen onder het Genocideverdrag niet nakomt en direct moet stoppen met handelingen en maatregelen waardoor Palestijnen kunnen worden gedood of gedood blijven worden. Op 5 april volgde Colombia met een soortgelijk verzoek.
Turkije kondigde op 1 mei aan zich ook bij de zaak te gaan aansluiten en Egypte deed dat op 12 mei, nadat Israël op 7 mei de grensovergang bij Rafah had bezet en geblokkeerd.
Op 13 mei volgde Malediven. De drie landen deden niet direct een officieel verzoek bij het ICJ.
Op 10 mei deed Libië wel een formeel verzoek bij het ICJ. Op de dag van de vierde tussenuitspraak op 24 mei deed ook Mexico een formeel verzoek. Mexico noemt in zijn verzoek naast voorgenomen massamoorden ook de opzettelijke obstructie van humanitaire hulp en de massieve destructie van cultureel erfgoed, de uitwissing van ieder cultureel symbool en de gedeeltelijke of gehele vernietiging van de connectie tussen cultuur, zelfbeschikking en identiteit van een bevolking als handelingen in de zin van artikel II van het Genocideverdrag.
Op 31 mei 2024 verklaarde Palestina met onmiddellijke ingang de bevoegdheid van het ICJ te erkennen om geschillen met betrekking tot het Genocideverdrag te beslechten. Dit was onderdeel van een verzoek om eveneens partij te zijn bij de genocidezaak.
België en Ierland waren de eerste Europese landen die aankondigden zich bij de zaak te willen aansluiten op respectievelijk 11 en 27 maart. Op 5 juni kondigde Spanje als derde Europees land aan zich aan te gaan sluiten. Dit gebeurde ruim een week nadat het samen met Ierland en Noorwegen had besloten Palestina te erkennen als staat binnen de grenzen van 1967, die samenvallen met de bezette Palestijnse gebieden. Op 28 juni diende Spanje formeel zijn verklaring in.
Turkije sloot zich op 7 augustus formeel aan en verzocht het Hof om tevens te beoordelen of genocide hier werd gecombineerd met apartheid. Chili, die al op 2 juni had aangekondigd zich hier bij te willen voegen, deed een formeel verzoek op 12 september. De Malediven volgde op 1 oktober, en Bolivia op 8 oktober.
Nadat het Israëlisch leger op 27 december het Kamal Adwan-ziekenhuis in Noord-Gaza gewelddadig had ontruimd en in brand had gestoken en onder andere de directeur Hussam Abu Safia had gegijzeld en naar Israël gedeporteerd, gaven nog eens 14 landen aan de genocidezaak te gaan steunen. Op 6 januari 2025 sloot Ierland zich formeel als tweede Europees land aan.
De IDF verklaarde dat door hen was vastgesteld dat Hamas terroristen zich opnieuw 
in het  Kamal Adwan-ziekenhuis hadden geïnstalleerd, en van daaruit aanvallen op Israëlische troepen planden. Bij de inval werden 240 leden van Hamas, de Palestijnse Islamitische Jihad en anderen die ervan verdacht werden lid te zijn van terreurgroepen waaronder de directeur die ook verdacht word van Hamas lidmaatschap aangehouden. De IDF gaf later een verklaring uit, dat er een kleine brand was geweest in een leeg gebouw van het ziekenhuis. Op 7 januari 2025 publiceerde de IDF ondervragingsbeelden van een aangehouden Hamas terrorist, die bekende dat de Hamas het ziekenhuis als schuilplaats gebruikt.